# Per Bjørn
Per Bjørn (geboren im 20. Jahrhundert) ist ein ehemaliger norwegischer Nordischer Kombinierer.
Bei der Norwegischen Nordischen Skimeisterschaft 1982 gewann er im Einzel die Bronzemedaille. Seine einzige Punkteplatzierung im Weltcup der Nordischen Kombination erreichte Bjørn am 7. Januar 1984 in Schonach mit einem 14. Platz im Einzelwettkampf von der Normalschanze und einer sich daran anschließenden Langlaufdistanz über 15 Kilometer. Am Ende der Saison 1983/84 belegte er den 34. Rang in der Weltcupgesamtwertung.
| Saison  | Platz | Punkte |
| ------- | ----- | ------ |
| 1983/84 | 34.   | 2      |